# سدیاکباش
سدیاکباش (انگلیسی: Sedyakbash) یک شهرک در شهرستان بیژبولیاکسکی باشقیرستان کشور روسیه است.